# Sejm (rivier)
De Sejm (Russisch/Oekraïens: Сейм) is een rivier van 717 kilometer lang die haar oorsprong heeft nabij het dorp Morozovo op het Centraal-Russisch Plateau in Rusland. Als lengte wordt ook bijna 750 km genoemd; in het brongebied komen enkele beekjes samen zodat de lengte afhankelijk is van welk beekje men daarvoor neemt. De monding is in Oekraïne in de Desna. De rivier stroomt van oost naar west onder andere langs Koersk en Sosnyzja. De kerncentrale Koersk gebruikt de rivier voor koelwater.
Op Oekraïens gebied ligt het regionaal park Sejmski. Het stroomgebied van de rivier is 27.500 km² groot, de breedte in de bovenloop is 80 tot 100 meter, de diepte varieert tussen 1 en 5 meter. De rivier is deels bevaarbaar voor kleine schepen, de vele bochten en ook sluizen vormen hindernissen. Vanaf ongeveer december tot maart is de rivier bevroren.
Bij de Oekraïense inval in Rusland in augustus 2024 werden door Oekraïne de drie bruggen in de regio over de Sejm (bij Gloesjkovo, Zvannoje en Karyzj) opgeblazen.